# Georges Philippon
Pour les personnes ayant le même patronyme, voir Philippon.
 (octobre 2015).
Si vous disposez d'ouvrages ou d'articles de référence ou si vous connaissez des sites web de qualité traitant du thème abordé ici, merci de compléter l'article en donnant les références utiles à sa vérifiabilité et en les liant à la section « Notes et références ».
Georges Philippon, né le  30 mars 1855 à Marseille et mort le 25 mai 1913 dans la même ville est un médiéviste archiviste paléographe.

## Biographie
Georges Philippon naît à Marseille le 30 mars 1855.
Élève de l’École nationale des chartes (promotion 1880), il reçoit le diplôme d'archiviste paléographe avec une thèse intitulée : La Provence de 1245 à 1252 (premières années du règne de Charles Ier) publiée partiellement de 1886 à 1888 dans la Revue de Marseille et de Provence. Il est également licencié es lettres et en droit.
Il meurt à Marseille le 25 mai 1913.